# De Koude Kermis
De Koude Kermis (oorspronkelijke titel: The Carnivorous Carnival) is het negende deel in de Ellendige avonturen-serie en is net als de andere delen geschreven door Lemony Snicket.

## Verhaal
Het verhaal begint op het moment waar "Het Horror Hospitaal" eindigde. De Baudelaires zitten in de kofferbak van Graaf Olafs auto, en rijden het achterland in. De rit eindigt op de Kaligari Kermis, waar Olaf en zijn handlangers uitstappen. De Baudelaires ontsnappen uit de kofferbak, door een uitvinding van Violet met het touw van een monocle, dezelfde als die van Günther. Eenmaal buiten luisteren ze Olaf af, en komen tot de ontdekking dat hij bij een zekere Madame Lulu zit. Deze Madame Lulu heeft het vermogen om de toekomst te voorspellen. Zo is Olaf dus achter de plaatsen gekomen waar de Baudelaires altijd zaten. Madame Lulu heeft een bekend accent. Het is hetzelfde accent als wat Olaf gebruikte in zijn vermomming als Günther! De Baudelaires besluiten zich te vermommen met de spullen in de kofferbak van Olaf. Roosje wikkelt zichzelf in de baard van Olaf, die hij gebruikte toen hij Stephano, de labassistent van Oom Monty was, en noemt zichzelf Chabo de wolfsbaby. Violet en Claus vermommen zich als een tweehoofdige freak, genaamd Hielke (Violet) en Sietse (Claus). Ze melden zich aan bij het freakcircus van Madame Lulu, waar Roosje het publiek zal aanvallen, en Violet en Claus maïs zullen eten.
Als ze zich hebben aangemeld, komen ze in de caravan bij drie andere freaks: Kevin, Hugo en Colette, respectievelijk een ambidexter, gebochelde en slangenmens. Roosje leert de anderen een recept voor chocomelk met kaneel. 's Nachts slapen de Baudelaires in hangmatten.
Die ochtend worden ze wakker gemaakt door een van Olafs handlangers. Hij vertelt dat de show gaat beginnen, en dat een van de Baudelaireouders nog in leven is, omdat Lulu dat heeft voorspeld! De Baudelaires starten na de show een onderzoek in Madame Lulu's tent, en komen tot de ontdekking dat ze een leugenaar is. Het blijkt dat de kristallen bol van glas is, de 'magische bliksem' waar Olaf zijn mannen over vertelde, gewoon invallend zonlicht is dat door spiegels wordt gereflecteerd, en het magische, zoemende geluid blijkt gewoon de spiegelmachine te zijn. Als de Baudelaires nog verder zoeken, komen ze tot de ontdekking dat onder het vloerkleed van Lulu's tent een archief met informatie ligt. Op dit moment valt de glazen bol kapot. Lulu komt binnenlopen en begint tegen de Baudelaires te schreeuwen. Die reageren kwaad terug, en Lulu begint te huilen. Ze onthult dat ze eigenlijk Olivia heet, en een lid van VBA is! De Baudelaires onthullen ook hun echte identiteit, en besluiten samen met Lulu te vluchten. Ze gaan de kapotte achtbaankarretjes repareren, en een stuk van de machine, de rubberen ventilatorriem, zal worden gebruikt om de motor te repareren. De Baudelaires en Lulu verkleden zich weer, en gaan aan het werk.
Olaf komt de volgende dag echter met een verrassing: hij gaat een nieuwe show openen op de kermis. Hij doet Madame Lulu leeuwen cadeau, waardoor Esmé Zooi jaloers wordt. Olafs mannen graven een kuil, waarin de leeuwen komen. Hij zal ze uithongeren, om ze vervolgens een freak te voeren! De Baudelaires weten al hoe laat het is, en besluiten meteen aan de slag te gaan met de achtbaankarretjes.
's Avonds komt Esmé langs bij de caravan van de freaks. Ze vertelt dat ze het vreselijk vindt dat een van hen zal worden opgeofferd in de leeuwenshow, en geeft ze allemaal een cadeau. Hugo krijgt een grote jas, waardoor zijn bochel niet meer te zien is, Colette krijgt een elastisch pak, zodat ze zich kan kronkelen zonder dat iemand het ziet. Kevin krijgt een stuk touw, zodat hij een van zijn handen vast kan binden, zodat hij links- of rechtshandig is. Roosje krijgt een scheermes, zodat ze wat van het haar weg kan scheren. En Violet en Claus krijgen een zak, die ze over een van de twee hoofden kunnen doen, zodat ze op iemand lijken met een zak over zijn schouder. Alles wat ze terug moeten doen, is Madame Lulu tijdens de show in de leeuwenkuil duwen...
Als de show eenmaal begint, zal Olaf een briefje trekken met de naam van de 'gelukkige' freak die in de kuil verdwijnen zal. Hij voert de spanning op, terwijl Madame Lulu de Baudelaires de ventilatorriem geeft. Als Olaf het briefje heeft opengevouwen, blijken Violet en Claus de freak te zijn die in de kuil moet springen. Lulu pakt de ventilatorriem weer af. De andere freaks, behalve Roosje, proberen allemaal Madame Lulu in de leeuwenkuil te gooien. In de commotie die daarna ontstaat, vallen Madame Lulu en de kale man met de lange neus, Olafs handlanger, in de leeuwenkuil.
In de tent van Lulu vinden de Baudelaires een doos met eten en een kaart. Hierop staat het Greshoff Gebergte en de plekken dichtbij. In de Vallei van de Bruine Aarde zit een soort vlek, alsof Lulu daar koffie heeft gemorst. Olaf en Esmé komen binnenlopen, met de mededeling dat ze de kermis in de hens gaan steken, en dat de Baudelaires in de caravan waar ze in sliepen, mee kunnen rijden. Olaf bekijkt de kaart, en ontdekt het koffievlekje. Hij vertelt dat het vlekje een codevlekje is. Ze rijden weg, terwijl de kermis afbrandt. Als Violet en Claus in de caravan zitten, roept Olaf ze over de walkietalkie. Hij heeft Roosje bij zich in de auto, en vertelt de Baudelaires dat Madame Lulu heeft verteld dat zij de Baudelaires zijn. Als ze naar buiten kijken, zien ze dat de freaks op het touw dat de auto en de caravan verbindt hakken. Het touw splijt, en Olaf rijdt het Greshoff Gebergte in, terwijl Violet en Claus in de caravan naar beneden rollen...

## Trivia
- De namen die Violet en Claus gebruiken, Hielke en Sietse, zijn dezelfde als van de tweeling uit 'De Schippers van de Kameleon.'
- Madame Lulu heet eigenlijk Olivia. Haar achternaam is Caliban (in het Engels). Haar familienaam zal in het laatste boek voorkomen.
- Madame Lulu is verliefd op Graaf Olaf
- Madame Lulu kent Lemony Snickets broer, Jacques.
- De kale man met de grote neus is de tweede van Olafs handlangers die sterft, na de handlanger zonder geslacht.
- Hugo's naam komt waarschijnlijk van Victor Hugo, de schrijver van 'De Klokkenluider van de Notre Dame' waarin de hoofdpersoon een man met een bochel is.